# Ariane (okręt)
„Ariane” – nazwa noszona na przestrzeni dziejów przez kilka okrętów Marine nationale:
- „Ariane” – fregata typu Pallas z początku XIX wieku[1]
- „Ariane” (Q100) – okręt podwodny typu Amphitrite z okresu I wojny światowej[2]
- „Ariane” (Q122) – okręt podwodny typu Ariane z okresu międzywojennego i II wojny światowej[3]
- „Ariane” (S640) – okręt podwodny typu Aréthuse z lat 50. XX wieku[4]